# Stora Sadeln
Stora Sadeln är en klippa i Finland.   Den ligger i kommunen Raseborg i den ekonomiska regionen  Raseborg  och landskapet Nyland, i den södra delen av landet, 80 km sydväst om huvudstaden Helsingfors.
Terrängen runt Stora Sadeln är mycket platt.  Det finns inga samhällen i närheten. 